# تأثير شتارك

الحساب المنتظم (غير الفوضى) لمستوى الطاقة ذرة ريدبيرج طيف الهيدروجين في مجال كهربائي بالقرب n = 15 لعدد الكم المغناطيسي m = 0 يتكون كل n من مستوى يساوي n- 1 من المستويات الفرعية المتحللة؛ تطبيق مجال كهربائي يكسر التحلل، نلاحظ أن مستويات الطاقة يمكن أن تنتقل بسبب التماثلات الكامنة في الحركة الديناميكية

تأثير شتارك هو انزياح وانقسام الخطوط الطيفية للذرات والجزيئات نتيجة لوجود مجال كهربائي خارجي، هذا التأثير مشابه لتأثير زيمان الذي يظهر فيه انشقاق خطوط الطيف للذرات تحت تأثير
مجال مغناطيسي خارجي، وأول من اكتشف تأثير المجال الكهربائي على خطوط الطيف هو العالم الألماني جوهانس شتارك عام 1913م، ويُعتبر هذا التأثير من الظواهر المتعلقة بالتركيب الإلكتروني للذرة، وهو أحد الظواهر التي ساعدت على إدراك هذا التركيب بشكل أكثر دقة.